# Salomon Schönberg
Salomon Schönberg (* 2. Mai 1879 in Basel; † 12. Mai 1958 ebenda) war ein Schweizer Gerichtsmediziner und Politiker (FDP).

## Werdegang
Schönberg war ordentlicher Professor für Gerichtsmedizin an der Universität Basel. 1915 wurde er habilitiert. 1916 wurde er 1. Assistent des Pathologisch-Anatomischen Instituts im Kanton Basel-Stadt Gerichtsarzt. Von 1917 bis 1953 war Schönberg Vorsteher des Gerichtsärztlichen Instituts. 1924 konnte er in der Physikalischen Anstalt ein Gerichtsmedizinisches Institut einrichten. Schönbergs Nachfolger im Institut für Rechtsmedizin des Kantons Basel-Stadt wurde 1953 Jürg Im Obersteg.
Von 1924 bis 1944 war Schönberg zudem Mitglied des Grossen Rates des Kantons Basel-Stadt.